# 張寧 (成化進士)
張寧（1448年—？），字元勳，直隸廬州府無為州人，民籍，明朝政治人物。

## 生平
成化十三年（1477年）丁酉科應天府鄉試第二十二名舉人。成化十七年（1481年）中式辛丑科會試第一百八十七名，三甲第九十九名進士。

## 家族
曾祖張子愚；祖父張彥昇；父張泰，承事郎。母郭氏；繼母章氏。慈侍下。